# Lokorail
LOKORAIL, a.s. (VKM: LRL) se sídlem v Bratislavě je slovenský železniční dopravce, který provozuje nákladní dopravu na Slovensku a v Česku.

## Historie

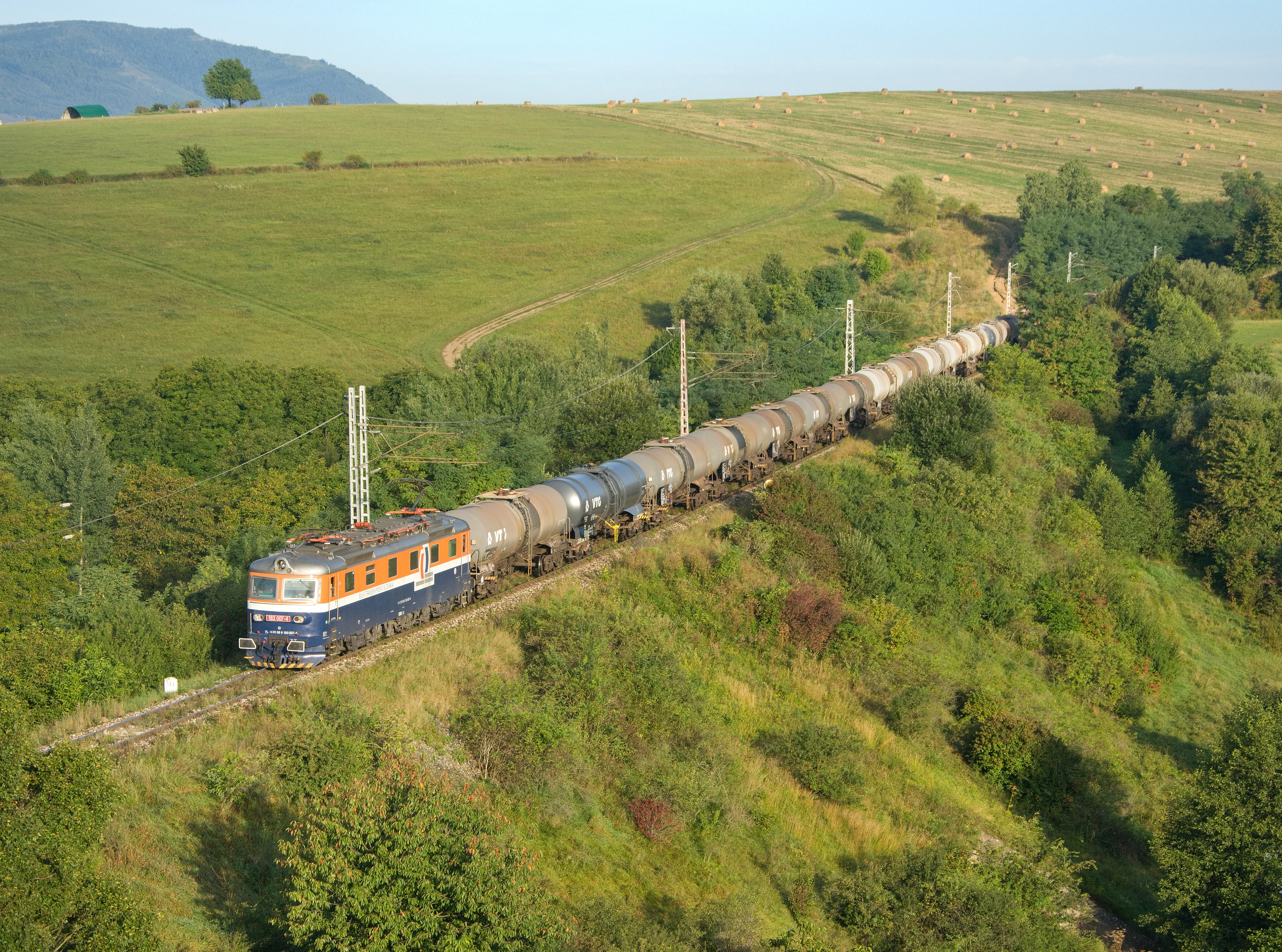
Vlak Lokorailu v čele s lokomotivou 183.007 BTS

Společnost byla založena pod názvem LOKO TRANS, a.s. v roce 2004 v Šuranech. V roce 2006 bylo sídlo společnosti přeneseno do Bratislavy a název se změnil na LOKO RAIL, a.s., od roku 2007 se používá název bez mezery LOKORAIL, a.s.
Na konci roku 2019 se jediným vlastníkem společnosti stala firma Bulk Transshipment Slovakia (BTS), což je podnik spoluvlastněný firmami Budamar Logistics (podíl 60 %) a Železničná spoločnosť Cargo Slovakia (ZSSK Cargo).

## Postavení na trhu
V roce 2019 realizovala firma na síti české Správy železnic přepravní výkon 323 miliónů hrubých tunokilometrů (hrtkm), na tratích Železnic Slovenskej republiky pak 478 mil. hrtkm. V roce 2020 byla Lokorail podle hrubého přepravního výkonu čtvrtým nejvýznamnějším dopravcem na Slovensku s podílem na trhu 3,3 % (za firmou Retrack Slovakia a před CER Slovakia), na českém trhu pak byl na 11. místě s podílem 1,21 % (za Cargo Motion a před SD – Kolejová doprava). V Česku se za první tři čtvrtletí roku 2021 jednalo o osmého největšího nákladního dopravce (za DB Cargo Czechia a před Cargo Motion) s podílem 1,94 % podle hrubých tunových kilometrů. Za stejné období roku 2023 už měl Lokorail podle hrubých tunových kilometrů podíl na českém trhu 4,52 %, čímž se stal čtvrtým největším nákladním dopravcem v Česku (za Orlen Unipetrol Doprava a před Rail Cargo Carrier - Czech Republic). Na stejné pozici se Lokorail udržel i v roce 2024, ale došlo k navýšení tržního podílu na 5,45 %.

## Vozidla

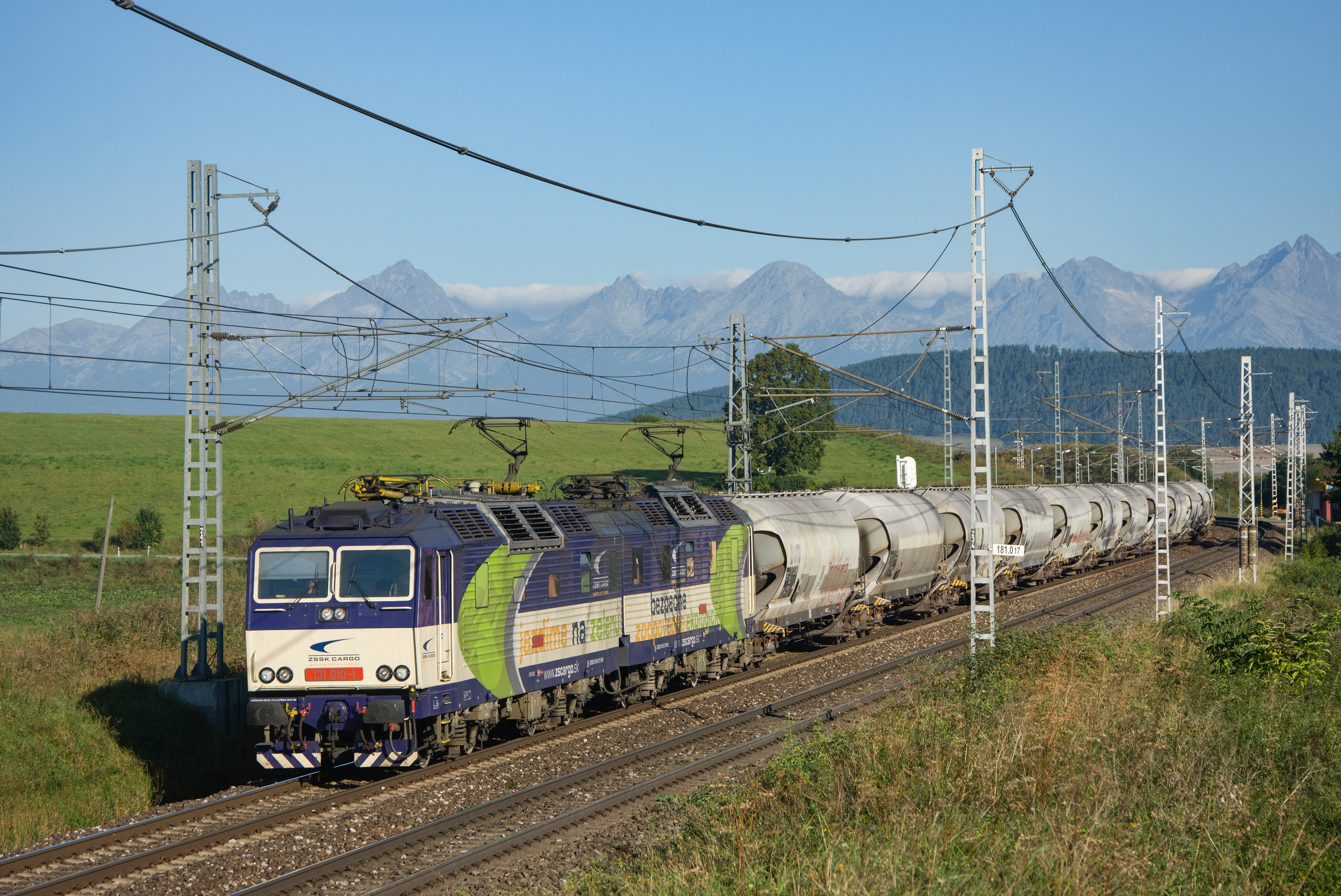
Vlak Lokorailu v čele s dvoudílnou lokomotivou 131.010 + 131.009 mateřské společnosti BTS přepravující uhelný multiprach z Dětmarovic do Hanisky pri Košiciach

Společnost už od roku 2013 provozuje lokomotivu řady 242 pocházející z Bulharska. V roce 2016 se členem skupiny Budamar stal dopravce Central Railways (CRW) a na vlacích Lokorailu se tak začaly objevovat i elektrické lokomotivy CRW rumunské řady 43, na Slovensku označené řadou 241. Pro provoz na českém území si firma v druhé dekádě 21. století pronajímala stroje řad 363 a 240 od ZSSK Cargo. Na počátku roku 2020 firma disponovala rovněž dvěma dvojicemi lokomotiv řady 131 (pronájem od mateřské společnosti BTS) a devíti dieselovými lokomotivami. Vedle toho si Lokorail najímá od BTS rovněž elektrické lokomotivy řady 183.
Od roku 2019 Lokorail provozuje pět lokomotiv řady 383 (Siemens Vectron MS), které patří sesterské společnosti Slovenská plavba a prístavy. Během roku 2020 pak společnost postupně začala provozovat dalších 10 lokomotiv stejného typu a rovněž slovenské řady 383, které byly pronajaty od společnosti Rolling Stock Lease.
Od března 2025 Lokorail provozuje rovněž šestinápravové dvousystémové elektrické lokomotivy Newag Dragon pronajaté od firmy Akiem.

## Provoz
Mezi tradiční relace provozované Lokorailem patří přeprava ocelových svitků do Senice. Od roku 2015 přebíral Lokorail tyto vlaky jedoucí z Německa v Nedakonicích, později se předávka přesunula do Břeclavi.
Od ledna 2016 Lokorail vozil uhlí z dolu Čáry do elektrárny Nováky. Tuto vozbu předtím zajišťoval český dopravce Traťová strojní společnost.
Od prosince 2020 se Lokorail podílí na přepravě jednotlivých vozů v tzv. Slovakia-shuttlu, který jezdí mezi seřaďovacími nádražími Žilina-Teplička a Halle (Saale) Gbf. Lokorail dopravuje tento vlak v úseku Mosty u Jablunkova státní hranice - Ostrava hlavní nádraží.
V roce 2020 měl Lokorail objednány na slovenské železniční síti pravidelné trasy v relacích Bratislava ÚNS – Rusovce st. hr. a Nemšová – Lúky pod Makytou st. hr. O rok později měl Lokorail na slovenském a českém území pravidelné trasy Mosty u Jablunkova st. hr. - Ostrava hl. n., Bratislava-Pálenisko – Děčín východ, Bratislava ÚNS – Rusovce st. hr., Nemšová – Lúky pod Makytou st. hr. a Štúrovo – Ústí nad Labem-Střekov.